# Coopesa
Coopesa (Cooperativa de Servicios Aeroindustriales R.L.) est un ancien fabricant costaricien de carrosseries d'autobus. Fondé en 1976, il a disparu en 1993. Il était le seul constructeur de bus à capitaux costaricains.